# Cliff Island
Cliff Island (von englisch cliff ‚Kliff, Klippe‘; in Chile Islote Cliff, in Argentinien Islas Acantilado von spanisch acantilado ‚Kliff, Klippe‘) ist eine schmale und kliffähnliche Insel im Archipel der Biscoe-Inseln vor der Westküste des Grahamlands auf der Antarktischen Halbinsel. Sie liegt unmittelbar südlich von Upper Island und 13 km westlich des Prospect Point auf der Südseite der Mutton Cove.
Teilnehmer der British Graham Land Expedition (1934–1937) unter der Leitung des australischen Polarforschers John Rymill kartierten sie und nahmen die deskriptive Benennung vor.